# Bernard Poignant
Bernard Poignant (n. 19 septembrie 1945, Vannes, Golfe du Morbihan - Vannes agglomération⁠(d), Franța) este un om politic francez, membru al Parlamentului European în perioada 1999-2004 din partea Franței. 
1. ↑  Bernard Poignant, base Sycomore, accesat în 9 octombrie 2017
2. ↑  Autoritatea BnF, accesat în 10 octombrie 2015
3. ↑   (PDF) http://www.feram.org/upload/pdf/Les_Presidents_et_Secretaires_generaux_du_FERAM_de_1965_a_2018_20180202130604_Les_presidents_du_FERAM.pdf Lipsește sau este vid: |title= (ajutor)
4. 1 2  Deputații în Parlamentul European